# Southern Manifesto
Le Southern Manifesto (« Manifeste du Sud ») est un texte rédigé en février et mars 1956 par des membres du Congrès des États-Unis (représentants et sénateurs) afin d'exprimer leur opposition à l'intégration raciale dans les lieux publics, et donc leur défense de la ségrégation. Il a été rédigé en grande partie pour condamner la décision de la Cour suprême des États-Unis concernant Brown v. Board of Education, c'est-à-dire l'intégration des noirs dans les écoles publiques.
Le manifeste a été signé par 101 élus (99 démocrates et deux républicains) du Sud des États-Unis : Alabama, Arkansas, Floride, Géorgie, Louisiane, Mississippi, Caroline du Nord, Caroline du Sud, Tennessee, Texas et Virginie.

## Signataires et non signataires
Dans beaucoup de ces États du Sud, les élus signèrent très majoritairement le manifeste mais plusieurs refusèrent (ils sont indiqués ci-dessous). Refuser de signer fut plus courant parmi les délégations du Texas et du Tennessee où une majorité des membres issus de ces États à la Chambre des représentants refusèrent de signer.
Entre parenthèses, affiliation politique et état

### Pour leSénat des États-Unis
Signataires :
- John Sparkman (D-Alabama)
- Lister Hill (D-Alabama)
- J. William Fulbright (D-Arkansas)[1]
- John L. McClellan (D-Arkansas)
- George A. Smathers (D-Floride)
- Spessard Holland (D-Floride)
- Walter F. George (D-Georgie)
- Richard B. Russell (D-Georgia)
- Allen J. Ellender (D-Louisiane)
- Russell B. Long  (D-Louisiane)
- James O. Eastland (D-Mississippi)
- John C. Stennis (D-Mississippi)
- Samuel Ervin (D-Caroline du Nord)
- W. Kerr Scott (D-Caroline du Nord)
- Strom Thurmond (D-Caroline du Sud)[1]
- Olin D. Johnston (D-Caroline du Sud)
- Price Daniel (D-Texas)
- Harry F. Byrd (D-Virginie) [1]
- A. Willis Robertson (D-Virginie)

Non-signataires:
- Albert Gore, Sr. (D-Tennessee)[1]
- Estes Kefauver (D-Tennessee)[1]
- Lyndon B. Johnson (D-Texas)[1]

### Pour laChambre des représentants des États-Unis
Signataires :
Alabama:
- George W. Andrews (D)
- Frank W. Boykin (D)
- Carl Elliott (D)
- George M. Grant (D)
- George Huddleston, Jr. (D)
- Robert E. Jones, Jr. (D)
- Albert Rains (D)
- Kenneth A. Roberts (D)
- Armistead Selden (D)

Arkansas:
- Ezekiel C. Gathings (D)
- Oren Harris (D)
- Brooks Hays (D)[1]
- Wilbur D. Mills (D)
- William F. Norrell (D)
- James William Trimble (D)

Floride:
- Charles Edward Bennett (D)
- James A. Haley (D)
- Albert Herlong, Jr. (D)
- D.R. "Billy" Matthews (D)
- Paul G. Rogers (D)
- Robert L. F. Sikes (D)

Non signataires : 
- William C. Cramer (R)
- Dante Fascell (D)

Géorgie:
- Iris F. Blitch (D)
- Paul Brown (D)
- James C. Davis (D)
- John James Flynt, Jr. (D)
- Tic Forrester (D)
- Phil M. Landrum (D)
- Henderson Lanham (D)
- J. L. Pilcher (D)
- Prince H. Preston (D)
- Carl Vinson (D)

Louisiane:
- Hale Boggs (D)
- Overton Brooks (D)
- F. Edward Hebert (D)
- George S. Long (D)
- James H. Morrison (D)
- Otto E. Passman (D)
- T. Ashton Thompson (D)
- Edwin E. Willis (D)

Mississippi:
- Thomas G. Abernethy (D)
- William M. Colmer (D)
- Frank E. Smith (D)
- Jamie L. Whitten (D)
- John Bell Williams (D)
- Arthur Winstead (D)

Caroline-du-Nord:
- Hugh Q. Alexander (D)
- Graham A. Barden (D)
- Herbert C. Bonner (D)
- Frank Carlyle (D)
- Carl Durham (D)
- Lawrence Fountain (D)
- Woodrow W. Jones (D)
- George A. Shuford (D)

Non signataires:
- Richard Chatham (D)
- Harold D. Cooley (D)
- Charles Deane (D)
- Charles R. Jonas (R)

Caroline du Sud:
- Robert T. Ashmore (D)
- W.J. Bryan Dorn (D)
- John L. McMillan (D)
- James P. Richards (D)
- John J. Riley (D)
- L. Mendel Rivers (D)

Tennessee:
- Jere Cooper (D)
- Clifford Davis (D)
- James B. Frazier, Jr. (D)
- Tom J. Murray (D)

Non signataires:
- Howard Baker, Sr. (R)
- Ross Bass (D)
- Joe Evins (D)
- Percy Priest (D)
- B. Carroll Reece (R)

Texas:
- Wright Patman (D) [1]
- John Dowdy  (D)
- Walter Rogers (D)
- O. C. Fisher (D) [1]
- Martin Dies Jr. (D) [1]

Non signataires :
- Jack Brooks (D) [1]
- Brady Gentry (D)
- Sam Rayburn (D) [1]
- Bruce Alger (R) [1]
- Olin E. Teague (D)  [1]
- Albert Thomas (D) [1]
- Clark W. Thompson (D)
- Homer Thornberry (D) [1]
- William Poage (D) [1]
- Jim Wright (D) [1]
- Frank Ikard (D) [1]
- John J. Bell (D)
- Joe Madison Kilgore (D) [1]
- J. T. Rutherford (D)
- Omar Burleson (D) [1]
- George H. Mahon (D) [1]
- Paul Kilday (D)

Virginie:
- Edward J. Robeson, Jr. (D)
- Porter Hardy (D)
- J. Vaughan Gary (D)
- Watkins M. Abbitt (D)
- William M. Tuck (D)
- Richard Harding Poff (R)
- Burr Harrison (D)
- Howard W. Smith (D)
- William Pat Jennings (D)
- Joel T. Broyhill (R)